# Мукачево (Росія)
Мука́чево (рос. Мукачево, башк. Мохас) — присілок у складі Кугарчинського району Башкортостану, Росія. Входить до складу Ісімовської сільської ради.
Населення — 149 осіб (2010; 167 в 2002).
Національний склад:
- башкири — 81 %